# Boris Godunow (1989)
Boris Godunow ist eine gekürzte Verfilmung von Modest Mussorgskis gleichnamiger Oper unter Regie von Andrzej Żuławski und hatte am 20. Dezember 1989 Premiere in den französischen Kinos. In Deutschland erschien der Film erstmals Januar 2016 auf DVD in OmU. Die Oper wurde bereits 1954 von Wera Strojewa, 1986 von Sergei Bondartschuk und 1987 von Boris Nebijeridse in der Sowjetunion verfilmt. Sie basiert auf Puschkins gleichnamigen Drama und erzählt die Lebensgeschichte des russischen Regenten Boris Godunow (1552–1605).

## Rezeption
David Cairns bewertete die Opernverfilmung 2016 auf MUBI als „sowohl mehr Theater als auch mehr Film als man sich vorstellen kann, wenn man sich das Werk anschaut“ („more theatrical and more cinematic than anything one can conceive of while watching it“).